# Peter Hayman
Peter Hayman (* 17. Februar 1930 in Uxbridge, Middlesex) ist ein britischer Ornithologe und Tierillustrator.

## Leben
Nach seiner Ausbildung an der Taunton School studierte Hayman Architektur. Anschließend arbeitete er einige Jahre als Architekt in London. Beeinflusst von Archibald Thorburn und John Gerrard Keulemans wurde er 1969 Künstler. Sein Hauptinteresse galt der britischen Avifauna, die er häufig im Flugprofil in Wasserfarben und Gouache darstellte. 1976 erschien beim britischen Verlag Mitchell Beazley das von Philip John Kennedy Burton verfasste Buch The Birdlife of Britain mit den ersten Aquarellen von Hayman. In den 1980er-Jahren war Hayman an den Helm Identification Guides, einer Reihe von Vogelbestimmungsbüchern, beteiligt. 1991 veröffentlichte er das Werk The Complete Guide to the Birdlife of Britain & Europe. Dieses reich illustrierte Buch mit 3500 Aquarellen entstand in Zusammenarbeit mit Rob Hume. Es wurde in mehrere Sprachen, darunter auf Deutsch unter dem Titel Die Vögel Europas, übersetzt und ist ein populärer Vogelführer in Europa. Zwischen 1989 auf 1995 war Hayman auf Landschaftsmalerei spezialisiert.

## Werke (Auswahl)

### Autor
- Shorebirds – an identification guide to the waders of the world (1986) von Hayman, John Marchant & Tony Prater – ISBN 0-7470-1403-5
- The Heron's Handbook  (1987) von Hayman, James Hancock, James Kushlan & Robert Gillmor – ISBN 0-06-015331-8
- The Complete Guide to the Birdlife of Britain & Europe (deutsch: Die Vögel Europas) (1991), von Hayman & Rob Hume – ISBN 1-85732-795-0
- Birds of Prey of Britain & Europe (2006), von Hayman & Rob Hume – ISBN 1-84533-184-2

### Illustrator
- The Birdlife of Britain (1976), by Philip John Kennedy Burton – ISBN 0-85533-087-2
- The Doomsday Book of Animals (1981), von David Day – ISBN 0-85223-183-0
- The Shell Easy Bird Guide (1997), von Rob Hume – ISBN 0-333-65420-X
- Birds of India, Pakistan, Nepal, Bangladesh, Bhutan, Sri Lanka, and the Maldives. (1999), von Richard Grimmett, Carol Inskipp, Tim Inskipp, ISBN 0-691-00687-3.